# Matsucoccus dahuriensis
Matsucoccus dahuriensis är en insektsart som beskrevs av Hu 1981. Matsucoccus dahuriensis ingår i släktet Matsucoccus och familjen pärlsköldlöss. Inga underarter finns listade i Catalogue of Life.